# مزدلفه

در قرآن از مزدلفه با نام مشعرالحرام یاد شده است.

«فاذا افضتم من عرفات فاذکروا الله عند المشعر الحرام»

«پس چون از عرفات سرازیر شدید، خدا را در مشعرالحرام یاد کنید.»

مزدلفه نام دیگر مشعرالحرام است. مشعرالحرام محلی است میان عرفات و منا که پس از وادی یا درة مأذمین قرار دارد و حجاج باید بعد از غروب شرعی روز عرفه یعنی پس از پایان وقوف اختیاری در عرفات به این سمت حرکت کنند تا از آن هنگام تا طلوع آفتاب روز دهم ذی حجه همان روز اعمال مخصوص این مکان را انجام دهند وقوف در این مدت از ارکان حج است.

## مسافت
مزدلفة در میانه راه بین منا و عرفات در فاصله ۵/۵ کیلومتری منا قرار دارد.

## معنی کلمه مزدلفه
کلمه مزدلفه از ازدلاف گرفته شده و به معنای تقدم یا نزدیکی و برگرفته شده از زُلَف است به معنای نزدیک شدن. برای این معنی تعابیر مختلفی ذکر شده است از جملة چون مردم در این مکان به خداوند تقرب پیدا می‌کنند آن را مزدلفه گفته‌اند. بعضی نیز ازدلاف را به معنی اجتماع دانسته‌اند، زیرا حجاج در این مکان اجتماع کرده و به هم نزدیک می‌شوند.
از جعفر صادق نقل شده است: ‹‹ جبرئیل پس از پایان وقوف در عرفات به ابراهیم فرمود: یا ابراهیم ازِدَلِف الی المشعر الحرام و به همین جهت این مکان را مزدلفه نامیده‌اند››.
مزدلفه در محدوده حرم واقع شده و به همین علت آن را مشعرالحرام گویند.
بعضی از افراد طول آن را حدود ۴۰۰۰ متر و برخی طول آن را نیز بیشتر ذکر کرده‌اند. نام این سرزمین در اصل نام کوهی است که به وادی محسر امتداد می‌یابد.

## نگارخانه

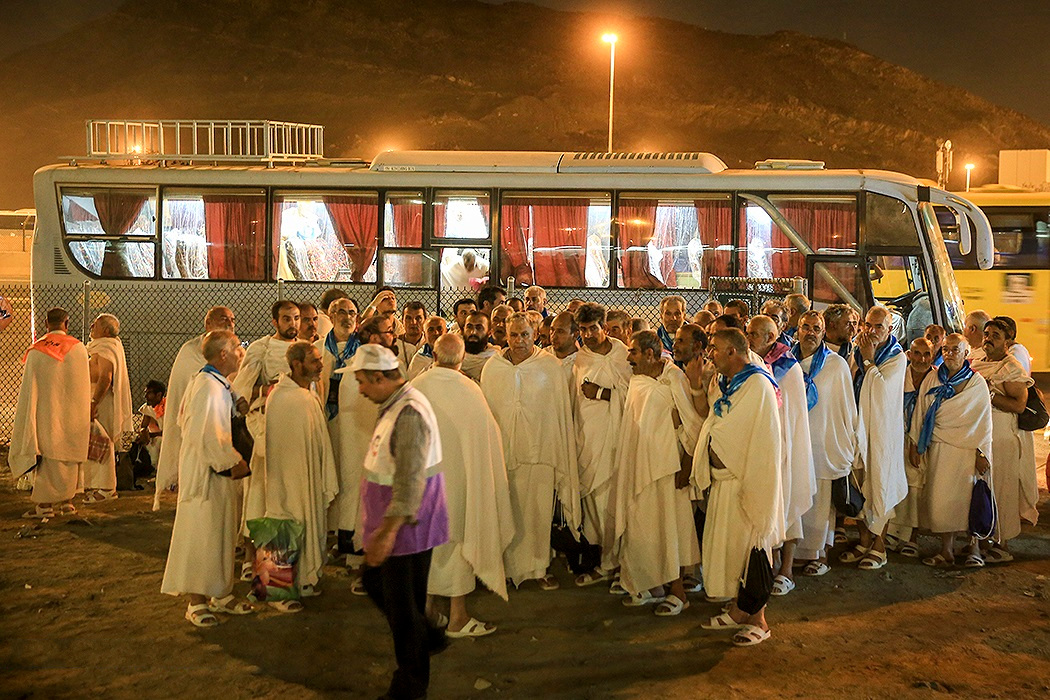
ورود حاجیان به مشعر مزدلفه